# Fabian Kessl
Fabian Kessl (* in Rottweil) ist ein deutscher Erziehungs- und Politikwissenschaftler.

## Leben
Nach einem Studium bei Micha Brumlik, Volker Lenhart, Klaus von Beyme und Manfred G. Schmidt an der Universität Heidelberg wurde Kessl 2004 an der Fakultät für Pädagogik der Universität Bielefeld als Mitglied des DFG-Graduiertenkollegs „Jugendhilfe im Wandel“ promoviert. Das Thema seiner Dissertationsschrift, für die er den Preis der Westfälisch-Lippischen Universitätsgesellschaft erhielt, lautete „Der Gebrauch der eigenen Kräfte: zur Regierung des Sozialen“ (Erstgutachter: Hans-Uwe Otto). Von 2008 bis 2018 arbeitete Kessl als Hochschullehrer an der Fakultät für Bildungswissenschaften der Universität Duisburg-Essen. Seither ist er in derselben Funktion an der Fakultät für Human- und Sozialwissenschaften der Universität Wuppertal tätig.
Kessl ist Mitglied der Redaktion der Zeitschrift „Widersprüche“, Geschäftsführer des internationalen Online-Journals „Social Work & Society“ und geschäftsführender Mitherausgeber der Zeitschrift "Soziale Passagen".
Von 2007 bis 2013 war Kessl Mitglied des Vorstands der Kommission Sozialpädagogik in der Deutschen Gesellschaft für Erziehungswissenschaft (DGfE). Von 2014 bis 2018 war er gewähltes Mitglied des Gesamtvorstandes. Im März 2018 verantwortete Kessl als Sprecher des Lokalen Organisationskomitees den 26. Kongress der DGfE in Essen. Am 11. März 2024 hielt Kessl den Eröffnungsvortrag zum 29. DGfE-Kongress an der Universität Halle.
Seit 2011 ist er Teil des Kuratoriums des Instituts Solidarische Moderne (ISM) und seit 2012 einer der fünf Kuratoriumssprecher.
Als Vertrauensdozent ist Kessl in der Hans-Böckler-Stiftung (HBS) tätig.
Von 2016 bis 2018 war er berufener Experte der Enquetekommission „Kinderschutz und Kinderrechte weiter stärken“ der Hamburgischen Bürgerschaft. Am bundesweiten Forschungsverbund ForuM Forschung zur Aufarbeitung von sexualisierter Gewalt und anderen Missbrauchsformen in der Evangelischen Kirche und Diakonie in Deutschland war Kessl von 2020 bis 2023 beteiligt.
Im Juni 2011 eröffnete die NRW-Wissenschaftsministerin Svenja Schulze das Promotionskolleg „Widersprüche gesellschaftlicher Integration. Zur Transformation Sozialer Arbeit“ der Hans-Böckler-Stiftung, als dessen Sprecher Kessl bis 2015 fungierte. Aus der dortigen hochschulübergreifenden Zusammenarbeit zwischen der Universität Duisburg-Essen und mehreren nordrhein-westfälischen Fachhochschulen ging 2013 das Promotionskolleg „Leben im transformierten Sozialstaat“ (TransSoz) hervor, in dem Kessl bis 2016 als Hochschullehrer aktiv war.
Als Gastwissenschaftler war Kessl am College of Education der University of Illinois at Urbana-Champaign und am Department of Social Work, Royal Holloway, University of London (UK) (Stipendium der Heinrich-Hertz-Stiftung) tätig; und im Rahmen einer Gastprofessur an der Universität Wien, Fakultät für Bildungswissenschaften, der Universität Klagenfurt, Fakultät für Kulturwissenschaften, und der Universität Innsbruck, Fakultät für Bildungswissenschaften, tätig.

## Werke (Bücher; Auswahl)
- Kessl, Fabian/Otto, Hans-Uwe (Hrsg.) (2004): Soziale Arbeit und Soziales Kapital. Zur Kritik lokaler Gemeinschaftlichkeit. Wiesbaden: VS
- Kessl, Fabian (2005): Der Gebrauch der eigenen Kräfte. Eine Gouvernementalität Sozialer Arbeit. Weinheim/München: Beltz Juventa [2. Auflage 2019]
- Kessl, Fabian/Reutlinger, Christian/Maurer, Susanne/Frey, Oliver (Hrsg.) (2005): Handbuch Sozialraum. Wiesbaden: VS [2. überarbeitete Neuauflage 2019, hrsg. von Fabian Kessl & Christian Reutlinger]
- Kessl, Fabian/Otto, Hans-Uwe (Hrsg.) (2007): Territorialisierung des Sozialen. Regieren über soziale Nahräume. Opladen/Farmington Hills: Barbara Budrich
- Kessl, Fabian/Reutlinger, Christian/Ziegler, Holger (Hrsg.) (2007): Erziehung zur Armut? Soziale Arbeit und die „neue Unterschicht“. Wiesbaden: VS
- Kessl, Fabian/Reutlinger, Christian (2007): Sozialraum – eine Einführung. Wiesbaden: VS [2. Auflage: 2010]
- Kessl, Fabian/Otto, Hans-Uwe (Hrsg.) (2009): Soziale Arbeit ohne Wohlfahrtsstaat? Zeitdiagnosen, Problematisierungen und Perspektiven. Weinheim/München: Beltz Juventa
- Kessl, Fabian/Plößer, Melanie (Hrsg.) (2010): Differenzierung, Normalisierung, Andersheit. Soziale Arbeit als Arbeit mit den Anderen. Wiesbaden: VS
- Kessl, Fabian (2013): Soziale Arbeit in der Transformation des Sozialen. Eine Ortsbestimmung. Wiesbaden: VS
- Fegter, Susann/Langer, Antje/Ott, Marion/Rothe, Daniela/Wrana, Daniel (Hrsg.) (2015): Diskursanalytische Zugänge zu Bildungs- und Erziehungsverhältnissen: Macht – Diskurs – Bildung. Wiesbaden: VS
- Dirks, Sebastian/Kessl, Fabian/Lippelt, Maike/Wienand, Carmen (2016): Urbane Raum(re)produktion: Soziale Arbeit macht Stadt. Münster: Westfälisches Dampfboot
- Kessl, Fabian/Lorenz, Friederike (2016): Gewaltförmige Konstellationen in der stationären Eingliederungshilfe – eine Fallstudie. Themenheft 16 der Beiträge zur Theorie und Praxis der Jugendhilfe, hrsg. vom Evangelischen Erziehungsverband. Hannover: EREV
- Kessl, Fabian/Kruse, Elke/Stövesand, Sabine/Thole, Werner (Hrsg.) (2017): Soziale Arbeit – Kernthemen und Problemfelder, Leverkusen: Barbara Budrich
- Dirks, Sebastian/Kessl, Fabian/Obert, Hannah (2019): Innovation durch Kleinräumigkeit? Sozialraumorientierung in der Jugendhilfe – am Beispiel der Allgemeinen Sozialen Dienste in Nordrhein Westfalen. Düsseldorf: Forschungsinstitut für gesellschaftliche Weiterentwicklung (FGW)
- Kessl, Fabian/Lorenz, Walter/Otto, Hans-Uwe/White, Sue (eds.) (2020): European Social Work – A Compendium. Opladen/Berlin/Toronto: Barbara Budrich Publishers
- Ackeren, Isabell van/Bremer, Helmut/Kessl, Fabian/Koller, Hans Christoph/Pfaff, Nicolle/Rotter, Caroline/Klein, Dominique/Salaschek, Ulrich (Hrsg.) (2020): Bewegungen – Beiträge zum 26. Kongress der Deutschen Gesellschaft für Erziehungswissenschaft. Leverkusen: Barbara Budrich
- Dirks, Sebastian/Kessl, Fabian (2021): Sozialraumorientierung: Innovation durch Kleinräumigkeit? Die Perspektive der Kinder- und Jugendhilfepraxis. Weinheim/Basel: Beltz Juventa
- Kessl, Fabian/Reutlinger, Christian (2022): Sozialraum: eine elementare Einführung. Wiesbaden: VS
- Müller, Fruzsina/Bluhm, Svenja/Kessl, Fabian/Lorenz-Sinai, Friederike (2023): Aufarbeitung der gewaltförmigen Konstellation der 1950er Jahre im evangelischen Schülerheim Martinstift in Moers. Wuppertal: Bergische Universität Wuppertal [Open-Access-Publikation: urn:nbn:de:hbz:468-20230322-122907-7]
- Kessl, Fabian/Schoneville, Holger (Hrsg.) (2024): Mitleidsökonomie. Weinheim/Basel: Beltz Juventa
- Casale, Rita/Kessl, Fabian/Pfaff, Nicolle/Richter, Martina/Tervooren, Anja (Hrsg.) (2024): (De)Institutionalisierung von Bildung und Erziehung. Frankfurt a. M./New York: Campus.
- Forschungsverbund ForuM (2025): Abschlussbericht – Forschung zur Aufarbeitung von sexualisierter Gewalt und anderen Missbrauchsformen in der Evangelischen Kirche und Diakonie in Deutschland. Weinheim/Basel: Beltz Juventa